# Fight (Doro)
Fight je osmé studiové album německé zpěvačky Doro Pesch. Bylo vydáno v roce 2002.

## Seznam skladeb
1. „Fight“ – 04:10
2. „Always Live To Win“ – 03:03
3. „Descent (featuring Peter Steele)“ – 04:02
4. „Salvaje (Untouchable)“ – 02:48
5. „Undying“ – 04:09
6. „Legends Never Die“ – 05:20
7. „Rock Before You Bleed“ – 04:22
8. „Sister Darkness“ – 04:47
9. „Wild Heart“ – 04:32
10. „Fight By Your Side“ – 03:50
11. „Chained“ – 04:19
12. „Hoffnung“ – 04:39
13. „Song For Me (Bonus Track)“ – 04:33